# Gjáin
Gjáin (isländisch für die Schlucht) ist ein kurzer Talbereich im Süden Islands mit zahlreichen kleineren Wasserfällen des Flusses Rauðá. An der oberen kesselartigen Eintiefung befindet sich der Wasserfall Gjárfoss. In der Nähe von Gjáin liegt die historische Hofstatt Stöng, die beim Ausbruch des nahen Vulkans Hekla 1104 unter Asche verschüttet wurde. Anhand der 1939 ergrabenen Überreste wurden wenige Kilometer entfernt drei mittelalterliche Hofgebäude 1974 als Þjóðveldisbær rekonstruiert.
Auf dem halbstündigen Wanderweg im Þjórsárdalur von Stöng zur kleinen Schlucht Gjáin ist ab und zu ein Blick auf den Vulkan möglich.
Eine größere 5–6 Stunden dauernde Wanderung führt weiter bis zum Háifoss, dem dritthöchsten Wasserfall Islands.

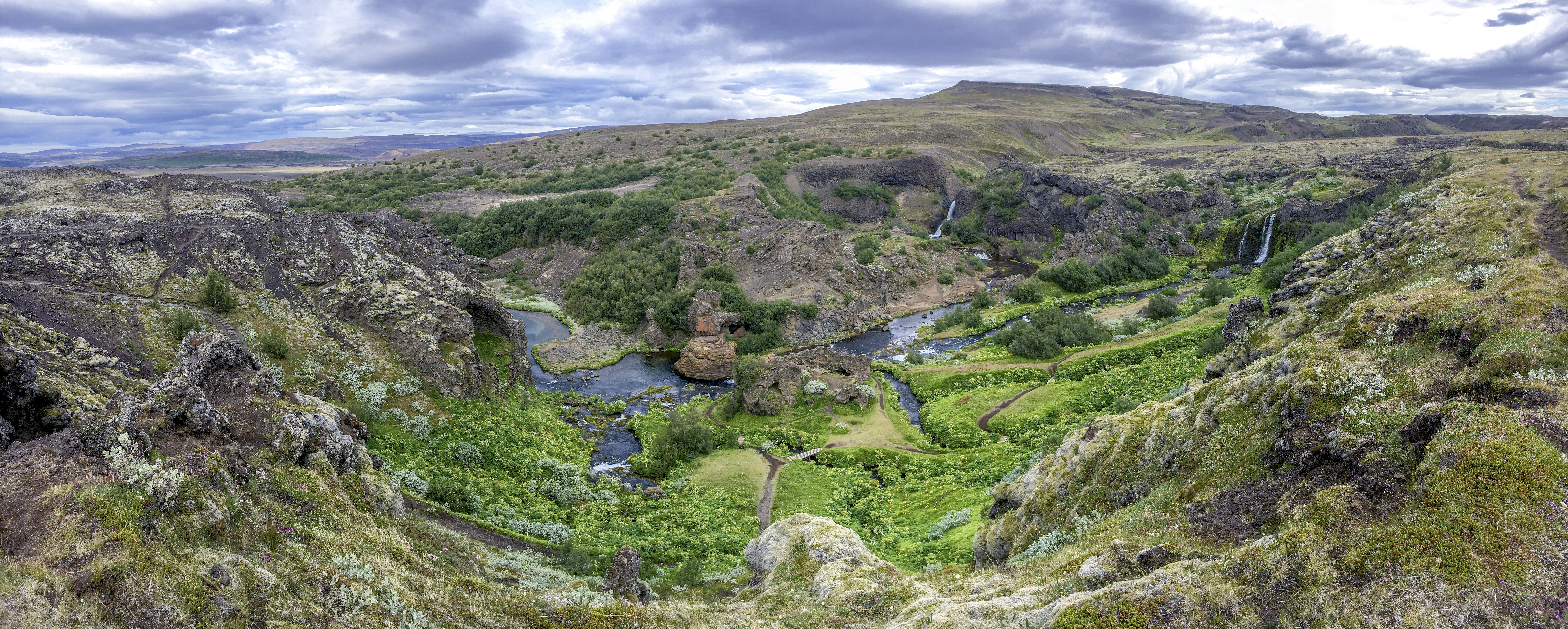
Überblick über das Tal
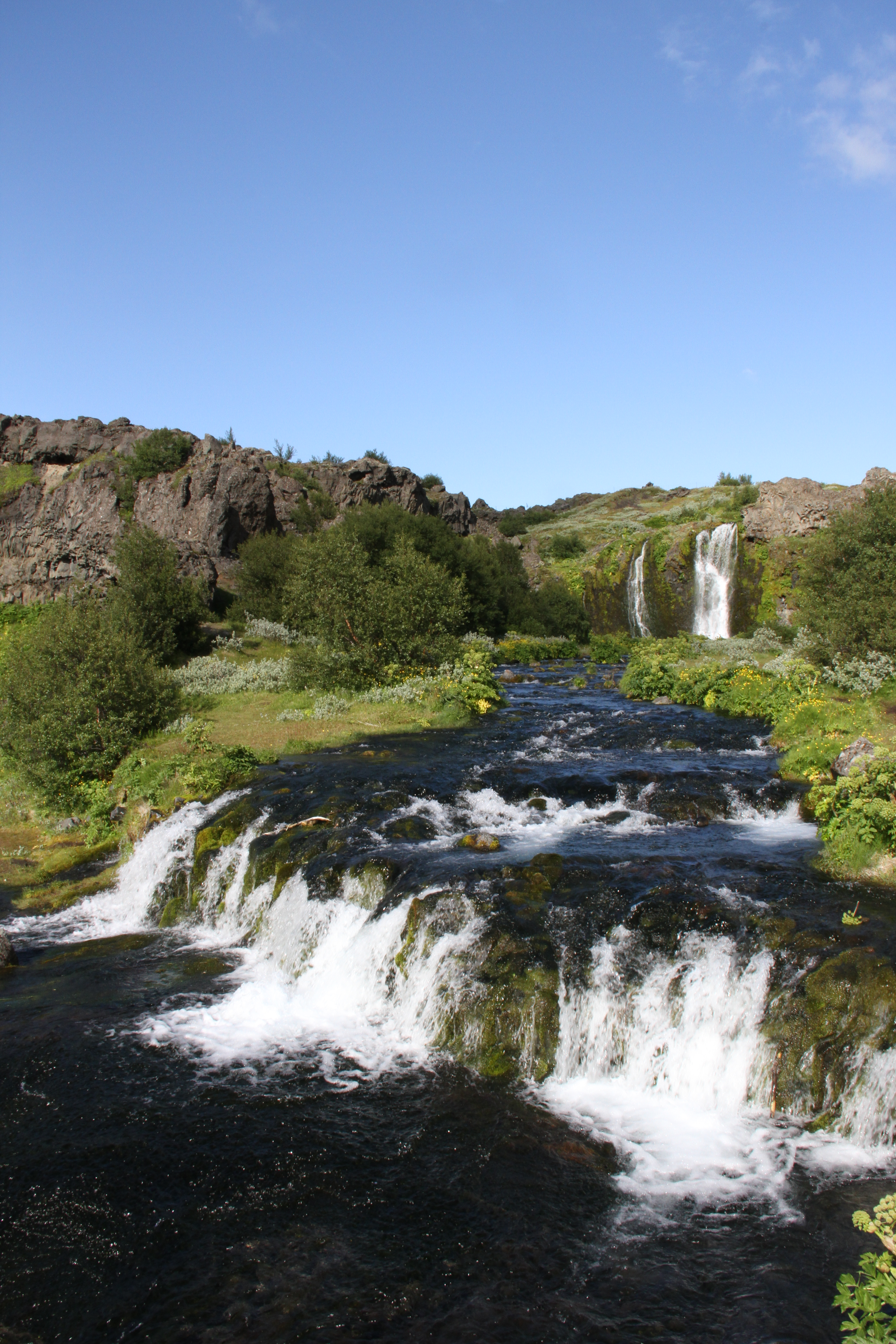
Fluss und Wasserfälle im Tal
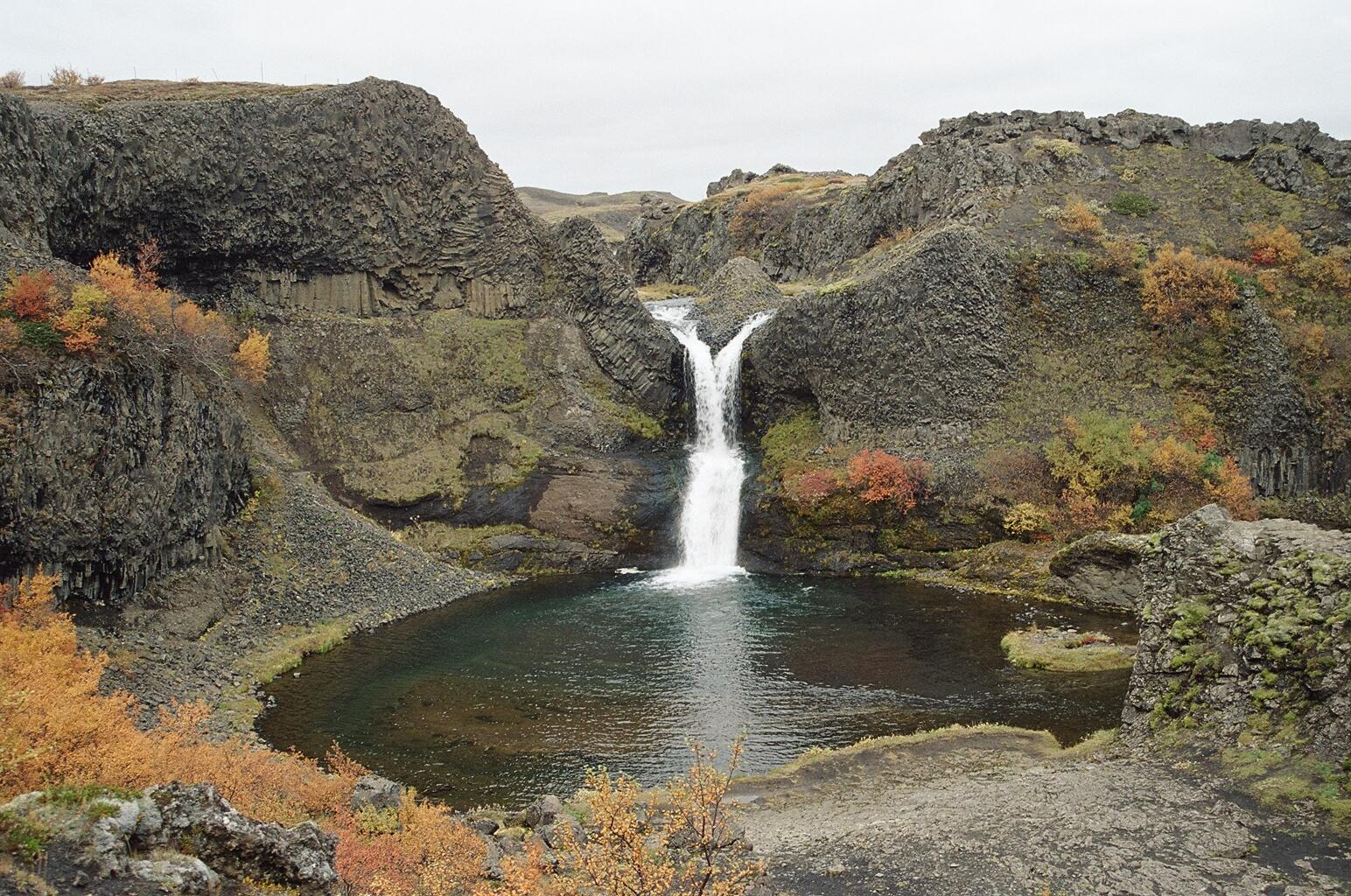
Gjárfoss im Basalt der Gjáin